# Завідовиці (Великопольське воєводство)
Завідовиці (пол. Zawidowice, нім. Zawidowitz) — село в Польщі, у гміні Плешев Плешевського повіту Великопольського воєводства.
Населення — 363 особи (2011).
У 1975-1998 роках село належало до Каліського воєводства.

## Демографія
Демографічна структура станом на 31 березня 2011 року:
|          | Загалом | Допрацездатний вік | Працездатний вік | Постпрацездатний вік |
| -------- | ------- | ------------------ | ---------------- | -------------------- |
| Чоловіки | 180     | 28                 | 136              | 16                   |
| Жінки    | 183     | 35                 | 112              | 36                   |
| Разом    | 363     | 63                 | 248              | 52                   |